# IC 699
IC 699 је спирална галаксија у сазвјежђу Лав која се налази на листи објеката дубоког неба у Индекс каталогу.
Деклинација објекта је + 8° 59' 21" а ректасцензија 11h 29m 6,5s. Привидна величина (магнитуда) објекта IC 699 износи 13,8 а фотографска магнитуда 14,6. IC 699 је још познат и под ознакама UGC 6485, MCG 2-29-36, CGCG 67-89, PGC 35365.